# Hell (groupe)
Pour les articles homonymes, voir Hell.
Hell est un groupe de heavy metal britannique, originaire de Derbyshire, en Angleterre. Le groupe est formé en 1982 par les derniers membres des groupes Race Against Time et Paralex. À la suite de divers incidents et de circonstances tragiques, le groupe se sépare en 1987. Les membres sont les pionniers du corpse paint.
Bien qu'ignoré par les médias et les labels dans les années 1980, leur style musical devient un phénomène underground, et le groupe atteint un certain niveau de succès. En 2008, ils se réunissent et signent au label Nuclear Blast. Leur premier album studio, Human Remains, est publié en mai 2011. L'album atteint la 46e place des classements allemands une semaine après sa sortie.

## Biographie

### Premières années (1982–1987)
Hell est formé en 1982, à Derbyshire, en Angleterre. Ils signent au label belge Mausoleum Records, mais le label met la clé sous la porte, deux semaines avant la publication du premier album du groupe. Le guitariste Kev Bower se sépare subitement du groupe. Il est brièvement remplacé par Sean Kelley, duquel Hell se sépare peu après, ce qui mène au suicide du chanteur Dave Halliday par intoxication au monoxyde de carbone. Dave Halliday avait appris à Andy Sneap (qui formera par la suite le groupe Sabbat) à jouer de la guitare ; Sneap cite Hell comme l'une de ses principales inspirations, et devient par la suite un producteur renommé, avec 100 albums et un Grammy Award suédois à son actif.

### Réunion (depuis 2008)
Les membres de Hell se réunissent en 2008 pour finalement enregistrer un premier album studio intitulé Human Remains. Les membres de Sabbat, Martin Walkyier et Andy Sneap, acceptent de jouer sur l'album afin de reprendre les morceaux vocales et à la guitare, respectivement, de Dave Halliday, aux côtés de Sneap comme producteur. 
La nouvelle formation joue au MFN club de Nottingham le 20 mai 2011, avec des chansons issues de leur album Human Remains, et de Bedtime du groupe Race Against Time, en hommage à David Halliday. Cet événement est rapidement suivi par des festivals en Europe et au Royaume-Uni, dont le Metalfest Open Air en Suisse, en Allemagne et en Autriche, au Rockstad Falun en Suède, au Download Festival, au Tuska Open Air Metal Festival en Finlande, au Summer Breeze Open Air en Allemagne, et au Bloodstock Open Air. Hell participe au Hammerfest de Prestatyn, en Galles du Nord. Ils jouent ensuite avec Accept for à leur tournée européenne Stalingrad qui est lancé au Bataclan de Paris le 6 avril. Le groupe est nommé aux Metal Hammer Golden Gods Awards dans la catégorie « Metal as F*ck ». Ils jouent aussi ailleurs en Europe comme au Rock Hard Festival au Gelsenkirchen Amphitheatre, en Allemagne. Le groupe est cité au magazine Metal Hammer qui lui dédie trois pages. En fin octobre 2012, le groupe annonce un DVD de leur concert au Derby Assembly Rooms, au Royaume-Uni. En août 2013, le groupe annonce un deuxième album intitulé, Curse and Chapter. En parallèle à la sortie de l'album, le groupe tourne en Europe aux côtés d'Amon Amarth et Carcass, à 25 dates de tournée le 13 novembre.
En 2015, le groupe annonce une apparition en Finlande (Jalometalli), et la publication d'un troisième album.

## Discographie

### Albums studio
- 2011 : Human Remains
- 2013 : Curse and Chapter

### EP
- 1983 : Save Us from Those Who Would Save Us
- 2011 : Save Us
- 2013 : The Age of Nefarious